# مقبس أف
مقبس أف (بالإنجليزية: Socket F) وهو مقبس من إنتاج شركة إي أم دي لوحداتها من نوع أوبترون. تم إتلاقه في 15 أغسطس 2006 ويحتوي على 1207 إبرة وهو من نوع شبكة سطوح مصفوفة, وتسميه شركة إي أم دي «سوكت أف (1207)» في جميع مواضيعها. وهو يستخدم في الخوادم ويعتبر من نفس جيل مقبس إي أم 2 ومقبس أس 1 وجميعهم يستخدمون ذاكرة دي دي آر 2, فهذا المقبس لا يستخدم ذاكرة من نوع أف بي دي أي أم أم (FB DIMM) المستخدمة عادة في الخوادم ولكن وحدات المعالجة المستخدمة له تدعم نظام دي دي آر 3. ولاستخدام هذا المقبس في نظام كواد أف إكس (Quad FX) الذي يمكن إيصال وحدتي معالجة في لوحدة أم واحدة قامت شركة إي أم دي بتعديل المقبس وسمته مقبس 1207 أف إكس وأما إنفيديا سمته مقبس أل 1.